# Thomas Stangl
Thomas Stangl (* 4. ledna 1966, Vídeň) je rakouský spisovatel.

## Život a dílo
Po maturitě vystudoval v letech 1984–1991 filozofii a hispanistiku na univerzitě ve Vídni. Započal i doktorské studium, které však nedokončil. Svou literární kariéru započal Stangl kratšími příspěvky v řadě literárních časopisů, mezi nimiž nechyběly Wespennest, Kolik či štýrskohradecký časopis manuskripte. V roce 2004 uveřejnil svoji románovou prvotinu Der einzige Ort, za níž obdržel několik ocenění.
Stangl v literárním provozu platí spíše za zdrženlivého autora, který sice přijímá pozvání na autorská čtení, jinak se ale drží spíše v ústraní a nechává za sebe promlouvat své texty.
K prosinci roku 2016 byly jeho knihy již dvakrát (2009 – tzv. širší nominace za román Was kommt, 2013 – tzv. širší nominace za politický román Regeln des Tanzes) nominovány na Německou knižní cenu.

## Přehled děl
- Der einzige Ort (2004)
- Ihre Musik (2006)
- Was kommt (2009)
- Regeln des Tanzes (2013)
- Reisen und Gespenster (2012, sbírka esejů a reportáží)
- Freiheit und Langeweile(2016, sbírka esejů)
- Fremde Verwandschaften (připr. 2018)